# Titularerzbistum Aprus
Aprus/Theodosiopolis (ital.: Apro/Teodosipoli d'Europa) ist ein Titularerzbistum der römisch-katholischen Kirche. 
Es geht zurück auf einen untergegangenen Bischofssitz in der antiken Stadt Aproi, die in der römischen Provinz Europa lag. 
| Titularerzbischöfe von Aprus/Theodosiopolis |                                        | |                    |                   |
| Nr.                                         | Name                                   | Amt | von                | bis               |
| 1                                           | Johannes Dieburger OCist               | Weihbischof im Bistum Worms                                                                                 | 14. September 1492 | 1502              |
| 2                                           | Giovanni Tommaso Neuschel              | emeritierter Bischof von Parma (Königreich Sardinien\|Italien)                                              | 1852               | 10. Dezember 1863 |
| 3                                           | Josyf Sembratovyc (Josyf Sembratowicz) | emeritierter Erzbischof der Erzeparchie Lemberg (Österreich-Ungarn)                                         | 22. Dezember 1882  | 23. Oktober 1900  |
| 4                                           | Pietro Maglione                        | emeritierter Bischof von Capaccio-Vallo (Italien)                                                           | 17. Dezember 1900  | 13. April 1903    |
| 5                                           | Nicola Marconi OFM                     | emeritierter Bischof von Pult (Osmanisches Reich/Fürstentum Albanien/Republik Albanien/Königreich Albanien) | 21. Januar 1911    | 11. April 1930    |
| 6                                           | Giuseppe Lojacono                      | emeritierter Bischof von Ariano (Königreich Italien)                                                        | 1. Juni 1939       | 13. März 1945     |
| 7                                           | Arthur Hughes MAfr                     | Apostolische Internuntius im Königreich Ägypten                                                             | 23. August 1947    | 12. Juli 1949     |
| 8                                           | Philip Francis Pocock                  | Koadjutorerzbischof von Winnipeg (Kanada)                                                                   | 6. August 1951     | 14. Januar 1952   |
| 9                                           | Antonios Grigorios Voutsinos AA        | Alterzbischof von Korfu, Zakynthos und Kefalonia (Griechenland)                                             | 6. Juli 1952       | 23. April 1968    |